# Cousin Kevin
Pistes de Tommy
Christmas Acid Queen
Cousin Kevin est une chanson du groupe britannique The Who écrite et interprétée par John Entwistle dans le cadre de l'opéra-rock Tommy. Le thème, volontairement enfantin, trompe sur les paroles, violentes. C'est le huitième morceau de l'album. 

## Analyse des paroles
Dans cette chanson, le cousin de Tommy, Kevin, le maltraite simplement pour s'amuser, car « il n'a personne avec qui jouer aujourd'hui ». En effet, les parents de Tommy sont partis, laissant le petit garçon sourd, muet et aveugle avec Kevin. Notamment, il le poussera du haut des escaliers, l'attachera sur une chaise et le mettra sous la pluie, lui brûlera le bras avec une cigarette et le noiera dans la baignoire.
Dans le film Tommy, à la fin de la scène, Kevin (interprété par Paul Nicholas) redevient sage au retour des parents, qui lui offrent une batte de cricket.

## Genèse
La chanson fut demandée à Entwistle par Pete Townshend, le guitariste du groupe, qui lui demanda d'écrire « quelque chose d'horrible ».
Entwistle a dit s'être inspiré, pour ce titre, d'un de ses jeunes voisins :
« Je me suis vraiment inspiré, pour le personnage du cousin Kevin, d'un garçon qui vivait de l'autre côté de ma rue. Nos parents ont pensé que nous devrions jouer ensemble, mais il était complètement sadique. »

## Sources et liens externes
- Notes sur Tommy
- Paroles de Cousin Kevin
- Tablatures pour guitare de Cousin Kevin